# Gert Brijs
Gert Brijs (13 januari 1979) is een Belgische atleet, die gespecialiseerd is in het hink-stap-springen. Hij veroverde twee Belgische titels.

## Biografie
Brijs veroverde in 2005 de Belgische titel in het hink-stap-springen. Het jaar nadien werd hij op hetzelfde nummer indoorkampioen. Hij was aangesloten bij VITA, Vlierzele Sportief en Racing Club Gent.

## Belgische kampioenschappen
| Onderdeel                 | Jaar |
| ------------------------- | ---- |
| hink-stap-springen        | 2005 |
| hink-stap-springen indoor | 2006 |

## Persoonlijke records
Outdoor
| Onderdeel          | Prestatie | Wind     | Datum            | Plaats |
| ------------------ | --------- | -------- | ---------------- | ------ |
| hink-stap-springen | 15,28 m   | +1,0 m/s | 10 augustus 2003 | Jambes |

Indoor
| Onderdeel          | Prestatie | Datum            | Plaats |
| ------------------ | --------- | ---------------- | ------ |
| hink-stap-springen | 14,79 m   | 18 februari 2007 | Gent   |

## Palmares
hink-stap-springen
- 2002:  BK indoor AC – 14,21 m
- 2003:  BK indoor AC – 14,21 m
- 2003:  BK AC – 15,28 m
- 2005:  BK indoor AC – 14,08 m
- 2005:  BK AC – 14,70 m
- 2006:  BK indoor AC – 14,33 m
- 2007:  BK indoor AC – 14,79 m
- 2010:  BK indoor AC – 14,04 m
- 2010:  BK AC – 13,89 m